# Сент-Апполинар
Сент-Апполинар (фр. Saint-Appolinard) — коммуна во Франции, находится в регионе Рона — Альпы. Департамент коммуны — Изер. Входит в состав кантона Сюд-Грезиводан. Округ коммуны — Гренобль.
Код INSEE коммуны — 38360. Население коммуны на 2012 год составляло 397 человек. Населённый пункт находится на высоте от 329  до 643  метров над уровнем моря. Муниципалитет расположен на расстоянии около 470 км юго-восточнее Парижа, 75 км юго-восточнее Лиона, 37 км западнее Гренобля. Мэр коммуны — M. Daniel Ferlay, мандат действует на протяжении 2014—2020 гг.
Динамика населения (INSEE):